# DRACO
DRACO，即双链核糖核酸激活的细胞凋亡蛋白酶聚合体（英文:Double-stranded RNA (dsRNA) Activated Caspase Oligomerizer）是美国麻省理工大学林肯实验室的托德·莱德博士和同事在抗病毒药物方面的新研究成果。据报道，它对一些传染病病毒（例如：登革热、鼻病毒、沙状病毒科病毒、甲型H1N1流感等）具有广泛疗效，能在被病毒感染的哺乳动物的细胞中智能选择被感染细胞，并快速地令其细胞凋亡，而未被感染的细胞则不受影响。

## 原理
DRACO会智能地令被病毒感染的细胞凋亡。健康细胞和被感染细胞之间的差别主要体现在细胞内被转录的核酸螺旋本的长度和类型。多数病毒的转录、复制过程产生长双链RNA螺旋；相反，未被感染的哺乳动物细胞通常产生少于24个碱基对的双链RNA螺旋。